# Rashid Maidin
Rashid Maidin (* 10. Oktober 1917 in Kampung Gunung Mesah, Perak; † 1. September 2006 in Si Sakhon, Provinz Narathiwat, Thailand) war ein malaysischer kommunistischer Politiker.
1951 trat Rashid mit anderen Nationalisten aus der Provinz Perak der antikolonialen Parti Kebangsaan Melayu Malaya (PKMM) bei. Als diese später von der britischen Kolonialmacht verboten wurde, trat er der Communist Party of Malaya (CPM) bei und führte nach Ernennung durch den damaligen CPM-Sekretär Chin Peng die Parteiorganisation in Pahang. 1955 wurde er einer breiteren Öffentlichkeit im Rahmen der Friedensgespräche von Baling zwischen der CPM und dem späteren malaysischen Premierminister Abdul Rahman bekannt. Nach der erfolglosen Beendigung floh er in den Dschungel an der Grenze zwischen Thailand und Malaysia.
Erst 1989 wurde letztendlich im thailändischen Ort Si Sakhon (Provinz Narathiwat) nahe der thailändisch-malaysischen Grenze ein Friedensabkommen zwischen der CPM-Guerillabewegung und der malaysischen Regierung abgeschlossen.